# The Mount
The Mount es la antigua residencia oficial del alto oficial de la Armada Real (Royal Navy) destinado en Gibraltar.
El espacio se dice que fue construido en 1797, pero uno de sus primeros residentes era el capitán Harry Harmwood que era un Comisionado Naval en Gibraltar desde 1793 a 1794. La residencia fue adquirida en 1799 y durante más de doscientos años fue el casa del oficial de la marina de más alto rango en Gibraltar. Fue parte de la presencia militar aquí, incluso antes de la extensión masiva de las instalaciones navales en el final del siglo XIX, cuando 1,5 millones de libras se gastaron en el trabajo que incluyó tres diques secos y una Mole Independiente . Ese trabajo había sido sugerido originalmente en 1871 por el capitán Augustus Phillimore que era el oficial naval de alto nivel en Gibraltar y que vivió aquí .